# The All-American Rejects (album)
The All-American Rejects è l'album di debutto dell'omonimo gruppo musicale statunitense, pubblicato il 4 febbraio 2003.

## Tracce
1. My Paper Heart – 3:49
2. Your Star – 4:21
3. Swing, Swing – 3:53
4. Time Stands Still – 3:31
5. One More Sad Song – 3:03
6. Why Worry – 4:17
7. Don't Leave Me – 3:28
8. Too Fare Gone – 4:05
9. Drive Away – 3:00
10. Happy Endings – 4:25
11. The Last Song – 5:02

## Formazione
- Tyson Ritter - voce, basso
- Nick Wheeler - chitarra, tastiera, seconda voce
- Mike Kennerty - chitarra, seconda voce
- Chris Gaylor - batteria

## Singoli
- My Paper Heart
- Swing, Swing
- Time Stands Still
- The Last Song